# Vittorio Rieti
Pour les articles homonymes, voir Rieti (homonymie).
Vittorio Rieti (né le 28 janvier 1898 à Alexandrie, en Égypte et mort le 19 février 1994 à New York) est un compositeur italien de musique classique.

## Biographie
En 1917, Vittorio Rieti part en Italie où il fait ses études en économie à Milan et étudie le piano avec Giuseppe Frugatta et la composition avec Ottorino Respighi, Gian Francesco Malipiero et Alfredo Casella.
En 1925 il s'établit à Paris puis à New York en 1940. Aux États-Unis il enseigne dans différentes écoles des musiques, comme le Hunter College de New York (1960-1964), à Baltimore et à Chicago. Il obtient la nationalité américaine en 1944.
Sa musique est tonale et néo-classique, de style mélodique et élégant.

## Œuvres
- Ballet Barabau (1925)
- Ballet Le Bal (1929)
- Sérénade pour violon concertant et petit orchestre (1931)
- Ballet The Mute Wife (1944)
- Chess Serenade (1944)
- Partita pour clavecin, flûte, hautbois, deux violons, alto et violoncelle (1945)
- Concerto pour clavecin (1955)
- Quintette pour bois (1957)
- Incisioni pour cuivres (1967)
- Suite Champêtre, pour deux pianos ou piano à quatre mains
- La danseuse aux lions, pour piano solo
- Six Short Pieces, pour piano solo